# San Cono (Catania)
San Cono is een gemeente in de Italiaanse provincie Catania (regio Sicilië) en telt 2941 inwoners (31-12-2004). De oppervlakte bedraagt 6,6 km², de bevolkingsdichtheid is 446 inwoners per km².

## Impressie

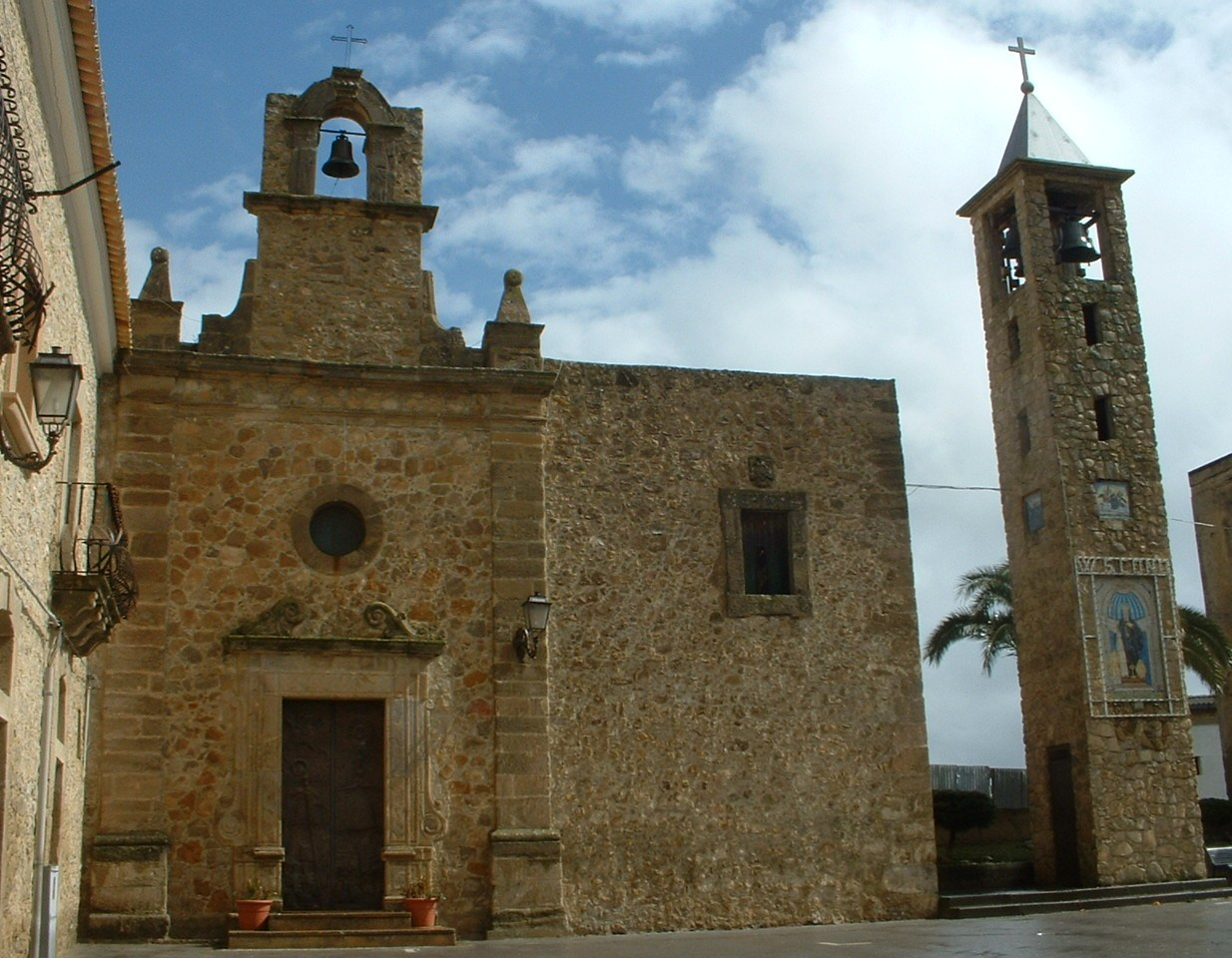
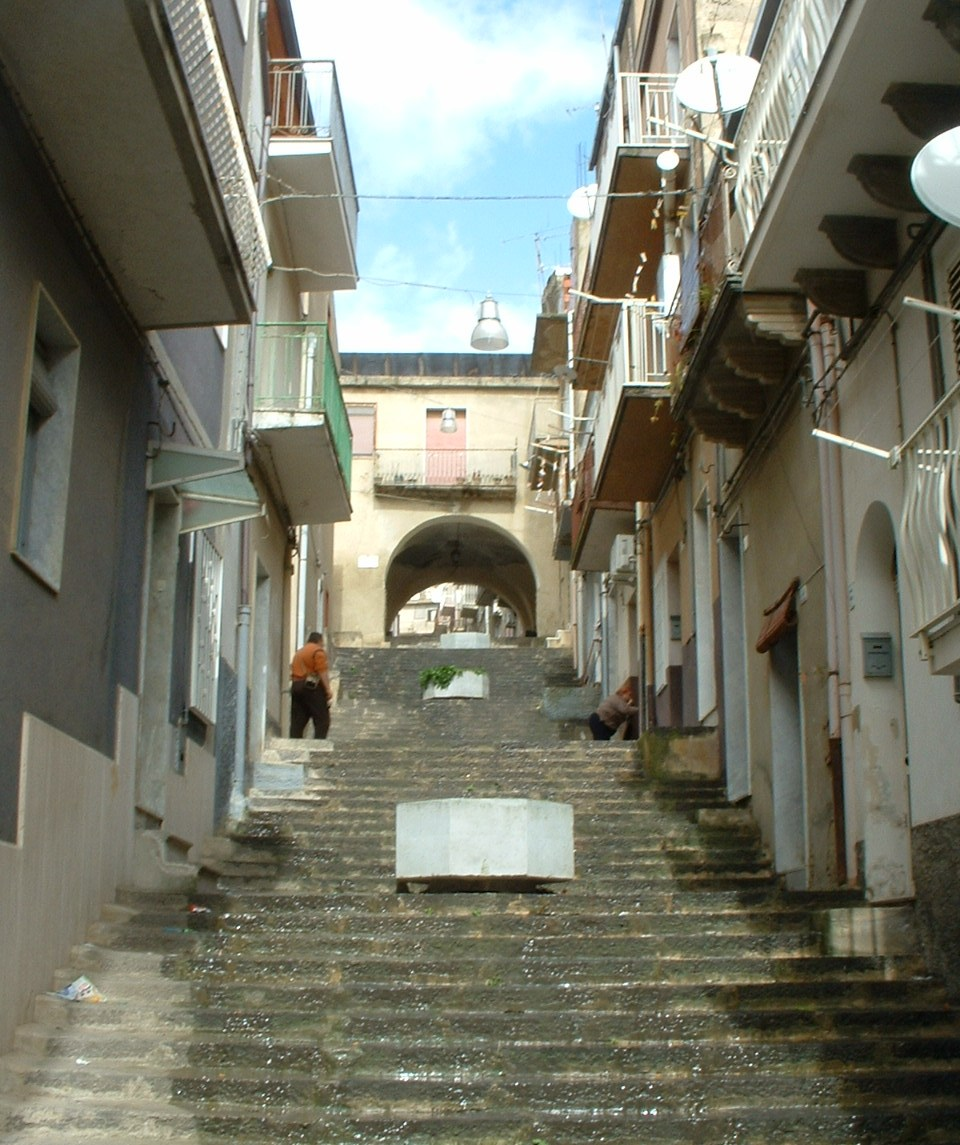
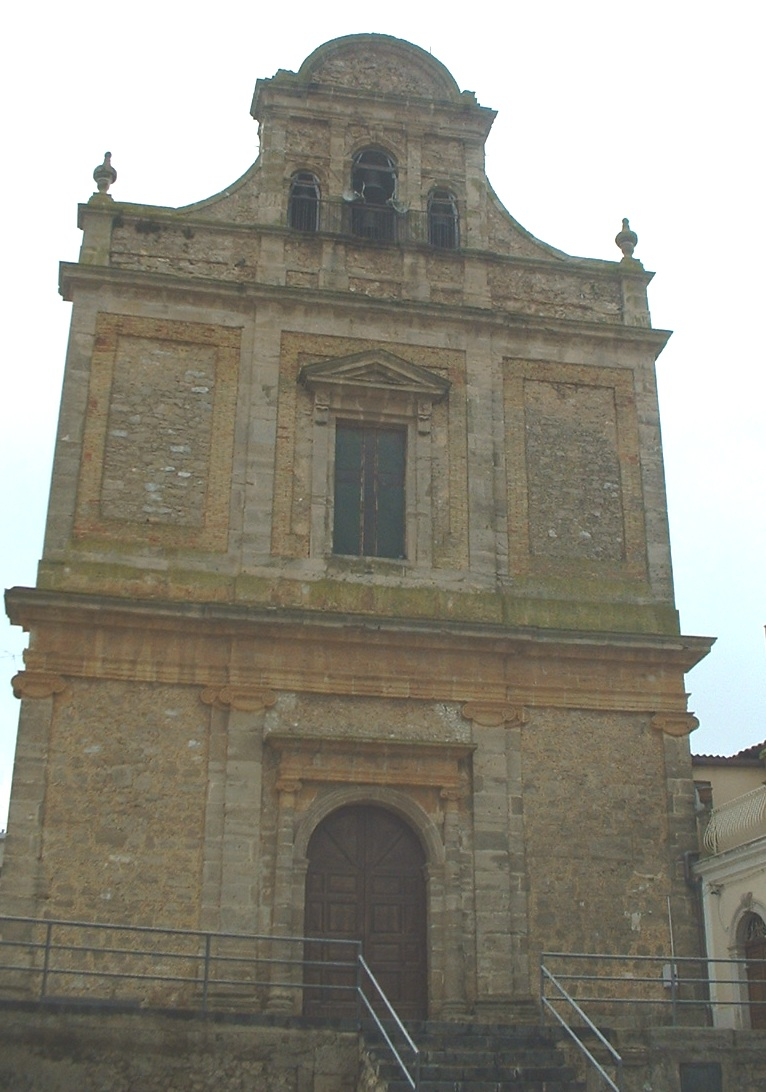
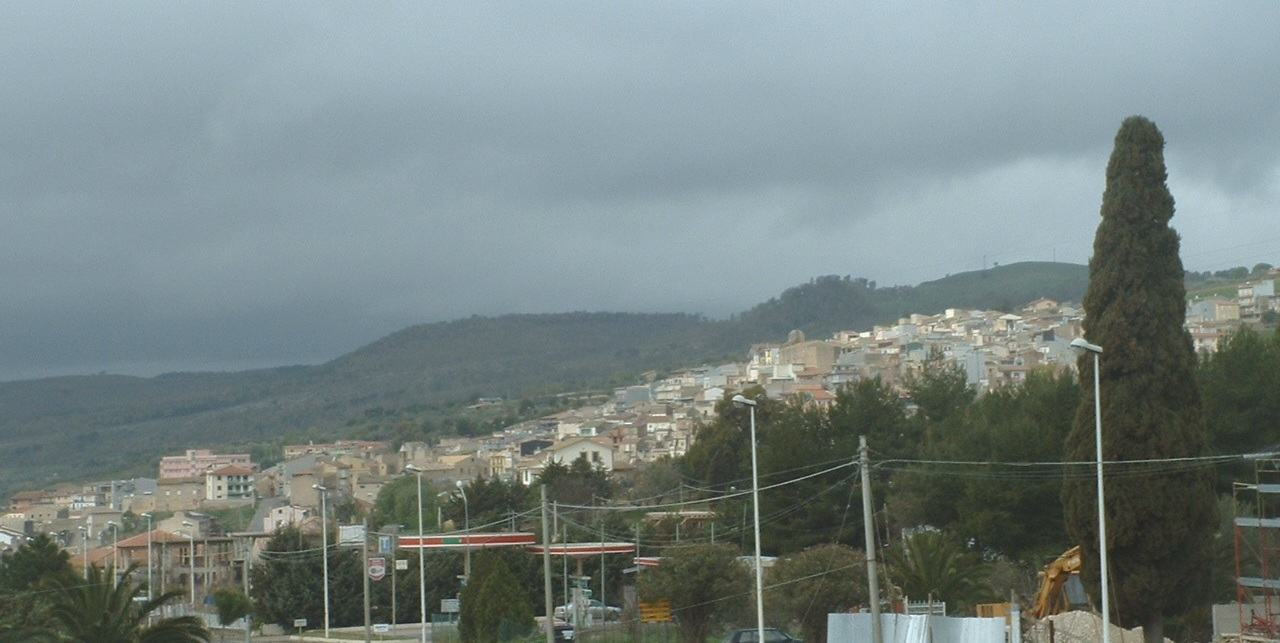

## Demografie
San Cono telt ongeveer 1277 huishoudens. Het aantal inwoners daalde in de periode 1991-2001 met 21,7% volgens cijfers uit de tienjaarlijkse volkstellingen van ISTAT.
| Jaar | Inwoneraantal |
| ---- | ------------- |
| 1991 | 3780          |
| 2001 | 2961          |

## Geografie
De gemeente ligt op ongeveer 525 m boven zeeniveau.
San Cono grenst aan de volgende gemeenten: Mazzarino (CL), Piazza Armerina (EN), San Michele di Ganzaria.